# 요요 클럽
요요 클럽(yo-yo club)은 정기적으로 승격되고 강등되는 스포츠 팀이다. 이 문구는 영국 축구에서 가장 일반적으로 사용되며, 특히 프리미어리그로의 승격 및 강등과 관련하여 사용된다.
이 이름은 줄을 타고 오르락내리락하는 장난감 요요에서 유래되었다. 독일에서는 이와 동등한 용어가 Fahrstuhlmannschaft이다. 그리스에서는 ομάδα ασανσέρ이다. 히스패닉 국가에서는 Equipo ascensor이다. 러시아에서는 종종 코만다리프트(команда-лифт)라고 말한다. 터키어 asansör와 중국어에서는 升降机라고 불린다. 7개 용어는 모두 문자 그대로 "리프트 팀" 또는 "엘리베이터 팀"을 의미한다. 폴란드어로 요요 클럽은 wańka-wstańka라고 불리며, 이는 "롤리폴리 장난감"으로 번역된다.
영국에서는 버밍엄 시티 FC, 풀럼 FC, 헐 시티 AFC, 노리치 시티 FC, 피터버러 유나이티드 FC, 퀸스 파크 레인저스 FC, 퀸스 파크 레인저스 FC, 선덜랜드 AFC, 왓퍼드 FC, 웨스트브로미치 앨비언 FC, 위건 애슬레틱 FC 등을 묘사하는 데 이 문구가 사용되었다.
웨스트 브롬은 21세기 첫 10년 동안 전형적인 요요 클럽이었으며, 그 기간 동안 4번 승격되고 3번 강등되었다. 마찬가지로 크리스탈 팰리스는 프리미어리그에 5번 진출했고 다음 시즌에 처음 4번 강등됐지만 현재는 2013년 이후 1부리그에서 살아남았다. 최근 몇 년간 노리치 시티와 풀럼은 '탠덤' 요요 클럽이 됐다. 2018년부터 2022년까지 매 시즌마다 각 클럽 중 하나는 프리미어리그로 승격되고 다른 하나는 강등되었다. (왓포드도 2020년부터 2022년까지 참여했다.)